# Бельские (Рюриковичи)
Бе́льские (Рюриковичи) — угасший княжеский род, Рюриковичи, ветвь князей Морткиных (Ярославских).
Род внесён в Бархатную книгу. При подаче документов (23 мая 1686) для внесения рода в Бархатную книгу, была предоставлена родословная роспись князей Бельских (с рукоприкладством князей Морткиных), а также Палатой родословных дел затребованы предоставление сведений об их однородстве у князей Троекуровых и Прозоровских. Указ о внесении родословия князей Бельских в главу Ярославских князей подписан (20 марта 1688).

## История рода
Первый князь Бельский (XXI-е колено от Рюрика), князь Иван Михайлович Морткин, бежал в Литву, где ему пожаловали номинально удел Бельских, перешедших в Россию. Позже Иван вернулся в Россию, потеряв удел, но его потомки усвоили прозвание князей Бельских.
Опричниками Ивана Грозного числились: князья Григорий и Тимофей Петровичи, князья Григорий и Дмитрий Горчаковичи (1573).
От князей Бельских историк П. Н. Петров выводил происхождение князей Горчаковых, традиционно считающихся потомками князей Козельских.

## Генеалогия
| №                                       | Ф,И,О                            | № отца | Примечания |
| --------------------------------------- | -------------------------------- | ------ | --- |
| 1                                       | Бельский Иван Михайлович Морткин |        | Родоначальник, князь Бельский, бежал в Литву (ум. 1551), жена Анна. |
| 2                                       | Василий-Фёдор Иванович           | 1      | Сын боярский и голова (ум. после 1564). |
| 3                                       | Лев Иванович                     | 1      | Бежал в Литву, его потомство в Литве угасло около 1800 года. |
|                                         | Филипп                           |        | Литовские подданные, упоминаются в литовских актах 1763 года, в Виленском воеводстве.                                                                                    |
|                                         | Иероним                          |        | Литовские подданные, упоминаются в литовских актах 1763 года, в Виленском воеводстве.                                                                                    |
|                                         | Августин                         |        | Литовские подданные, упоминаются в литовских актах 1763 года, в Виленском воеводстве.                                                                                    |
|                                         | Ян                               |        | Литовские подданные, упоминаются в литовских актах 1763 года, в Виленском воеводстве.                                                                                    |
|                                         | Станислав                        |        | Чашник воеводства Брест-Литовского в 1792 году, литовский подданный. |
| 4                                       | Григорий Иванович Горчак         | 1      | |
| 5                                       | Пётр Иванович                    | 1      | |
| 6                                       | Самойло Васильевич               | 2      | |
| 7                                       | Фёдор Васильевич                 | 2      | Бездетен |
| 8                                       | Илья Васильевич                  | 2      | Бездетен |
| 9                                       | Дмитрий Григорьевич Аксак        | 4      | Бездетен, сын боярский и голова (ум. после 1592). |
| 10                                      | Никита Григорьевич               | 4      | Бездетен |
| 11                                      | Иван Григорьевич                 | 4      | Бездетен |
| 12                                      | Тимофей Петрович                 | 5      | Опричник (1573) |
| 13                                      | Григорий Петрович                | 5      | Бездетен, опричник (1573). |
| 14                                      | Иван Самойлович                  | 6      | Бездетен |
| 15                                      | Никита Самойлович                | 6      | Воевода в Черни (1618-1619), Серпухове (1623), московский дворянин (1627-1629), воевода в Можайске (1628-1629), в числе дворян сборщиков для похода под Смоленск (1633). |
| 16                                      | Фёдор Самойлович                 | 6      | Воевода в Таре (1632-1634), составлял переписные книги Перми и Чердыни (1648).                                                                                           |
| 17                                      | Григорий Никитич                 | 15     | Бездетен |
| 18                                      | Фёдор Фёдорович                  | 16     | Стряпчий (1658-1676), воевода в Тобольске (1667-1668), дворянин (1682), подписал постановление об отмене местничества.                                                   |
| 19                                      | Андрей Фёдорович                 | 18     | Стольник (1680-1692), дневал и ночевал у гроба царя Фёдора Алексеевича (1682)                                                                                            |
| 20                                      | Евдокия Андреевна                | 19     | Умерла в 1750 году. В первом браке за Фёдором Михайловичем Полёвым (ум. 1707). Во втором за Степаном Андреевичем Колычёвым (1660-1735).                                  |
| Княжеский род Бельских-Рюриковичей угас |                                  |        | |